# Campilán

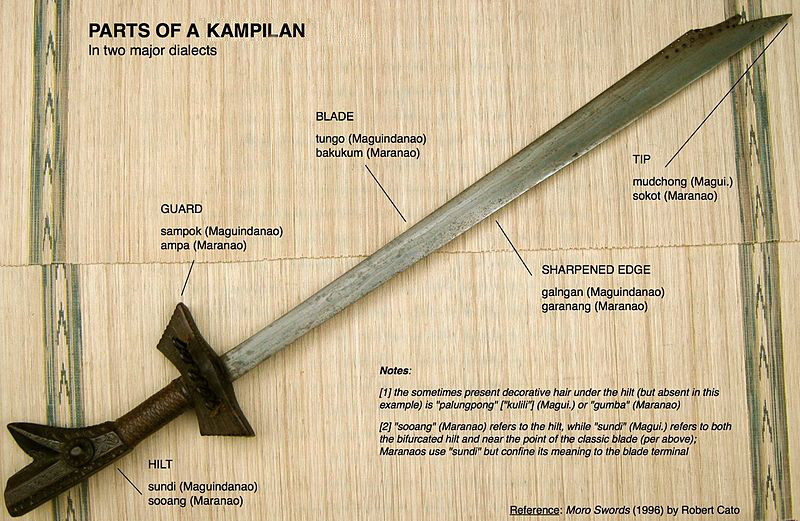
Campilán.

El campilán (castellanización del tagalo kampilan o kampilang, "espada") es un sable recto utilizado por los nativos del archipiélago de las Filipinas, desde sus tiempos antiguos hasta después del período hispánico. Destaca por su distintiva forma, dotada de una hoja recta y angulosa en anchura ascendente hacia la punta, a veces dotada de una espina en el reverso de ésta, y una empuñadura bifurcada. Su tamaño varía, yendo desde muy corto hasta más de un metro de longitud.

## Etimología
"Kampilan" es un término genérico que significa espada en tagalo, ilocano y bisayo. En idioma pampango se le conoce como "talibong", en maranao "kifing", en iranun "parang kampilan", y en tboli "tok" y "kafilan".

## Historia

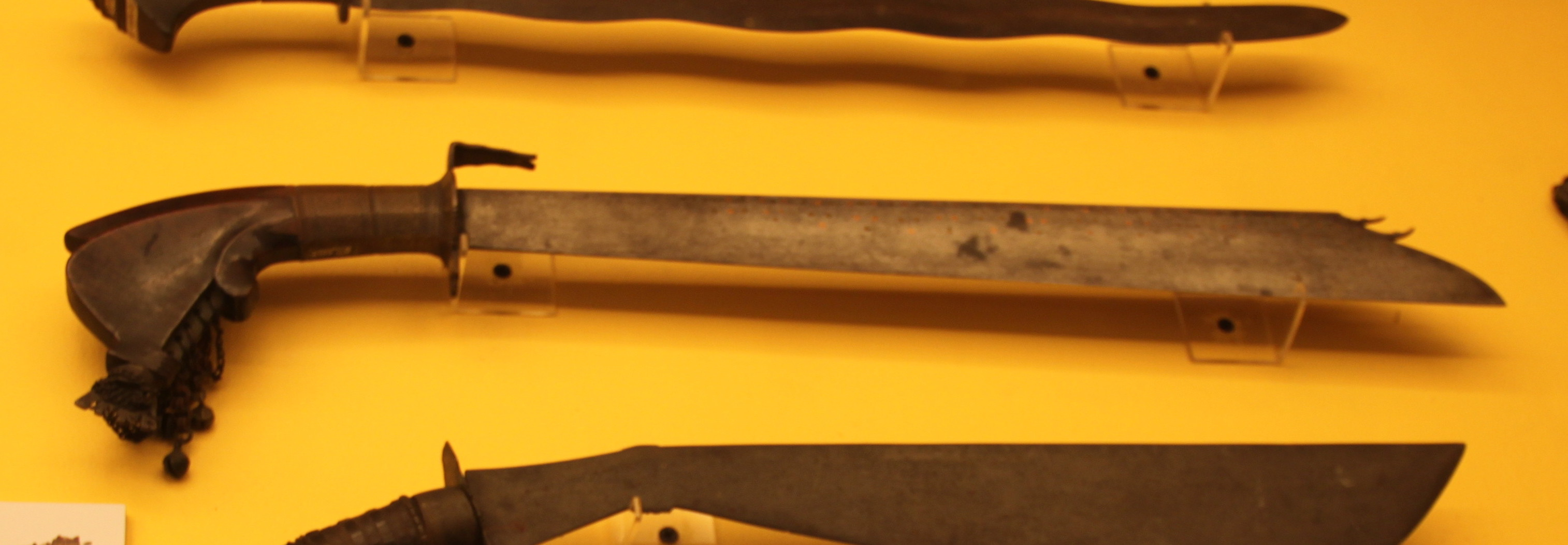
Campilán corto.

El campilán es descrito por primera vez por el cronista Francisco Combés en 1667.

El mindanao tiene su particular arma a lo de Ternate, que es campilán, o alfanje de un filo, y más pesado que los turquescos sin punta. Es un arma muy carnicera, pero por ser tan pesada, es peligrosa para el mismo que la maneja si de primeras no ejecuta; dos solos usos tiene, que es arrojarlo por un lado, y sacarlo por el otro para arrojarlo segunda vez por el contrario, dando tiempo su peso para que le entren las puntas de los contrarios. No lo ciñen, porque fuera de mucho trabajo, sino que le traen a hombro a lo de los camarlengos, que traen el estoque al hombro en actos públicos delante de los príncipes. Sin esto usa el mindanao de lanza, cris y rodela, como las demás naciones.